# Свети Георги (Еникьой)
„Свети Георги“ (на гръцки: Ιερός Ναός Αγίου Γεωργίου) е православна църква в сярското село Еникьой (Проватас), Егейска Македония, Гърция, енорийски храм на Сярската и Нигритска епархия на Вселенската патриаршия.

## История
Основният камък на църквата е положен в 1936 година от митрополит Константин Серски и Нигритски. В архитектурно отношение е кръстообразен храм с две камбанарии на западното рамо и добавен по-късно притвор на запад. Вътрешността е изписана със стенописи.
Към енорията принадлежи и храмът „Преображение Господне“.